# 南羅德西亞
南羅德西亞（英語：Southern Rhodesia）是大英帝国在南部非洲的一个殖民地，位於林波波河及南非的北邊，即為現今之辛巴威共和國。

## 歷史
開普殖民地總理兼商人塞西爾·羅德斯，因為其境內之資源被奧倫治自由邦壓迫，乃向北發展，於1888年從當地的部落酋長取得兩座礦坑的開採權，1889年成立不列颠南非公司並經過英國政府核准，在此處全權經營礦業。
然而獲利卻未如預期，於是便調整方針，由原先之開礦轉變成經營熱帶栽培農業，仍然沒有改善公司業績。1923年當地白人舉行公民投票成立南羅德西亞自治政府。1953年與北羅德西亞、尼亞薩蘭兩地共組羅德西亞與尼亞薩蘭聯邦，後因內部紛爭而於1963年取消。1965年總理伊恩·史密斯自行宣佈羅德西亞独立，但未獲得國際承認，1970年又成立羅德西亞共和國。1979年易名為津巴布韋羅德西亞，同年12月11日英国恢复殖民统治，1980年4月17日二度宣告獨立，建立辛巴威共和國，始獲得法理獨立地位，南罗得西亚政权的终结也代表着大英帝国在非洲大陆殖民统治的终结。